# Шабрение
Шабрение (также шабровка, шабрование; от нем. schaben «скоблить») — технология высокоточного (прецизионного) выравнивания поверхности изделия из металла (реже — из дерева или пластика) специальным режущим инструментом — шабером.
Высококачественное шабрение позволяет получить поверхность с неравномерностью порядка единиц микрометров. Шабрение практически не поддаётся механизации и остаётся одной из самых трудоёмких слесарных работ.

## Технология

### Шабрение по металлу
Шабрение выполняют после зачистки поверхности от явных сколов и выбоин. Зачастую перед шабрением производят грубое выравнивание (шлифование) механизированным абразивным инструментом.
Шабрение выполняется с помощью образцовой поверхности соответствующего качества (поверочная плита, линейка и т. д.). Процедура состоит из многократного повторения ряда действий:
- Получение яркого рисунка неровностей. Для этого обрабатываемую поверхность слегка притирают образцовой поверхностью с контрастной краской. В результате краска сконцентрируется во впадинах и будет стёрта с выпуклостей притиркой.
- По видимым выпуклостям проходят шабером, уменьшая их высоту и таким образом добиваясь выравнивания поверхности.
- Качество результата контролируется по количеству цветных пятен краски после притирки на определённой площади (20—25 пятен в рамке 25 × 25 мм). Подразумевается, что чем больше пятен контакта (т. е. без краски), тем больше площадь соприкосновения подгоняемых деталей и, соответственно, меньше неровность поверхности.

После получения требуемого результата на поверхность нередко наносится однообразный рисунок лёгкими движениями шабера. Этот рисунок позволяет выявить возникающие в процессе эксплуатации изделия дефекты поверхности (вмятины, истирание, срезы). В некоторых изделиях этот рисунок помогает удерживать смазочное масло на детали.
Помимо обычных шаберов используют также современные электрические или пневматические шаберы, которые значительно упрощают процесс шабрения.

## Применение
Шабрение чаще всего применяется при точном согласовании металлических трущихся поверхностей сложной формы. Например, направляющих типа ласточкин хвост прецизионных металлообрабатывающих станков.
На паровых машинах, а также автомобильных двигателях старых выпусков (примерно до конца 1920-х годов, а на дорогих моделях преимущественно ручной сборки — и позднее) постели коренных и шатунных подшипников коленчатого вала как правило заливали прямо на месте «баббитом и затем шабрили, добиваясь тщательной подгонки индивидуально к каждой шейке вала, с учётом зазора для смазочного масла. Для этого поверхность подшипника покрывали специальной цветной смазкой, обычно голубого цвета на основе пигмента берлинская лазурь» (engineer’s blue, machinist’s blue, scraping blue), устанавливали вал на место, затягивали болты крышек подшипников и проворачивали вал от руки. После разборки потёртости на смазке указывали на выступы, которые затем проходили шабером. Так же поступали и при ремонте двигателей.
Однако из-за трудоёмкости и невозможности механизации данной операции она со временем вышла из употребления, вместо чего стали устанавливать сменные цельнолитые баббитовые, затем тонкостенные сталебаббитовые, а впоследствии — триметаллические с медным подслоем и сталеалюминиевые вкладыши, поставляемые в запчасти в нескольких размерных группах с учётом износа шеек и проточки вала при капитальном ремонте двигателя. Тем не менее, некоторые производители спецтехники, от которой требуется повышенная надёжность и долговечность, при менее жёстких требованиях ко времени выполнения производственных операций — например, фирма American LaFrance, выпускавшая пожарные машины — продолжали использовать эту технологию и в послевоенные годы. В настоящее время с ней можно столкнуться в этой области лишь при реставрации классических автомобилей.
В шаровых барабанных мельницах с диаметром барабана более 2 метров шабровка коренных баббитовых подшипников производится смазкой абразивным материалом, подающимся на цапфу мельницы (например, нигролом) при работающей мельнице. Данный способ позволяет произвести качественную притирку прилегания баббитового слоя к цапфе мельницы.